# Casa de las Cuatro Torres
 (juin 2023).
La Casa de las Cuatro Torre (en français, Maison des Quatre Tours) est un édifice historique situé dans le quartier de San Carlos à Cadix en Andalousie (Espagne). Il s'agit en réalité d'un ensemble harmonieux formé par quatre maisons. Juan Clat Fragela, marchand syrien établi dans la ville, fut le promoteur de ce bâtiment, élevé entre 1736 et 1745. Conscient de la singularité de son projet, Fragela a renoncé à la partie du terrain qu'il possédait pour laisser un espace libre devant la construction et permettre ainsi une meilleure vision de l'ensemble.

## Description

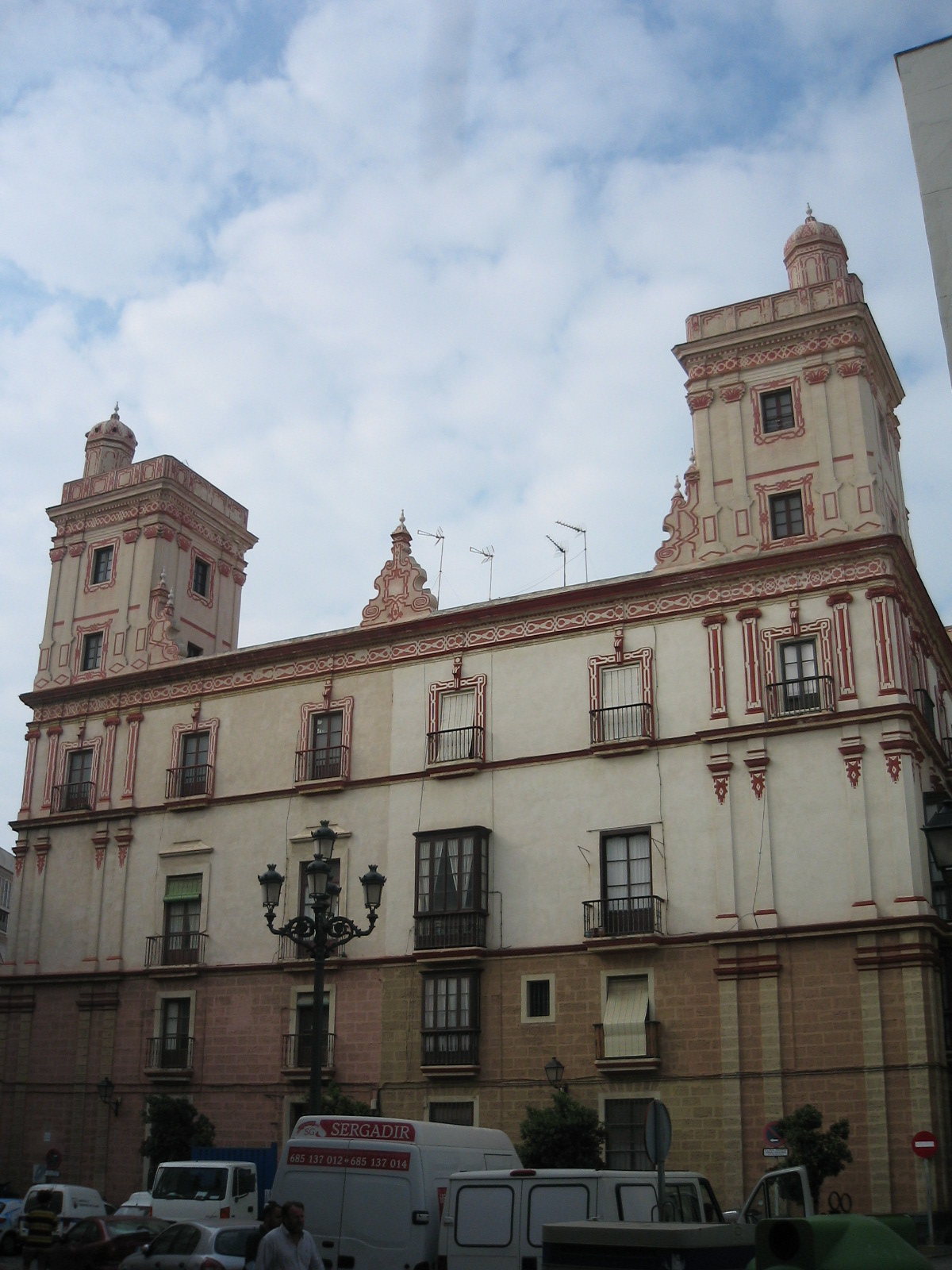
Maison des Quatre Tours, Cadix.

Le bâtiment suit le schéma caractéristique des maisons des commerçants des Indes opérant à Cadix et conserve beaucoup de traits significatifs du baroque gaditan du XVIIIe siècle, circonstance qui a appelé l'attention d'Eugène Delacroix pendant son séjour dans la ville, comme le prouve la note qu'il a réalisé de sa façade. 
La bâtisse a la singularité de posséder une tour à ses quatre extrémités. Ces tours forment, sans aucun doute, l'ensemble le plus monumental de toutes les tours réalisées à Cadix. Les quatre maisons ont un plan rectangulaire divisé en quatre parcelles, avec des façades quasi identiques, de sorte que, bien qu'il s'agisse de quatre maisons indépendantes, elles offrent un ensemble unitaire au spectateur. L'ensemble est de grande sobriété.  
Chacune des maisons s'organise autour d'une cour, à laquelle s'ouvre un escalier par l'intermédiaire d'une triple arcade soutenue par des colonnes de marbre.
La Casa de las Cuatro Torres est déclarée Bien d'intérêt culturel depuis 1976.